# 岩国市医療センター医師会病院
岩国市医療センター医師会病院（いわくにしいりょうセンターいしかいびょういん）は、一般社団法人岩国市医師会が山口県岩国市に設置する病院。
山口県災害拠点病院、地域医療支援病院等に指定されている。

## 診療科
- 内科
- 消化器内科
- 循環器内科
- 血液 内分泌内科
- 総合診療科
- 腎臓内科
- 泌尿器科
- 小児科
- 緩和ケア内科
- 外科
- 脳神経外科
- 整形外科
- 放射線診断科
- ペインクリニック内科
- 麻酔科
- リハビリテーション科
- 療育（岩国市療育センターを併設 岩国市医師会が指定管理者[1]）

## 医療機関の指定・認定
（下表の出典）
| 保険医療機関                                   | 労災保険指定医療機関                   |
| 指定自立支援医療機関（更生医療）               | 指定自立支援医療機関（精神通院医療）   |
| 身体障害者福祉法指定医の配置されている医療機関 | 生活保護法指定医療機関                 |
| 特定疾患治療研究事業委託医療機関               | 在宅療養支援病院                       |
| 指定小児慢性特定疾病医療機関                   | DPC対象病院                            |
| 原子爆弾被害者医療指定医療機関                 | 原子爆弾被害者一般疾病医療取扱医療機関 |
| 地域医療支援病院                               | 災害拠点病院（地域）                   |

- 救急告示病院（二次救急）[4]
- DMAT指定病院[1]
- このほか、各種法令による指定・認定病院であるとともに、各学会の認定施設でもある。

## 交通アクセス
- JR山陽本線・JR岩徳線「岩国駅」よりいわくにバス乗車、「医師会病院」停留所下車[5]